# Seychelle-szigeteki füleskuvik
A Seychelle-szigeteki füleskuvik (Otus insularis) a madarak (Aves) osztályának a bagolyalakúak (Strigiformes) rendjéhez, ezen belül a bagolyfélék (Strigidae) családjához tartozó faj.

## Előfordulása
A Seychelle-szigetek területén honos. 1909-ben már kihaltnak vélték, de 1959-ben újra felfedezték.
Nem kultúrakövető faj, nem háborgatott hegyvidéki erdők lakója. Szinte teljes állománya a Morne Seychellois Nemzeti Parkban él.

## Megjelenése
Testhossza 20-22 centiméter, szárnyainak hossza 17 centiméter. Tollazata rozsdabarna, csíkokkal és foltokkal mintázott. Hasa és arca vörhenyes színű. Hosszú csűdje toll nélküli. Tollfülei viszonylag rövidek. Szemei sárgás színűek, testméretéhez képest elég nagyok.

## Életmódja
Mint a bagolyfajok többsége, ez a faj is éjszakai életmódú madár. Tápláléka gekkókból, fán élő békákból és nagyobb rovarokból áll.

## Természetvédelmi helyzete
A fajt 1880-ban írták le. Eredeti elterjedési területe a szigetcsoport nagyobb gránitszigeteire terjedt ki, előfordult korábban Mahé, Praslin és Silhouette szigetén is.
Az élőhelyét jelentő hegyvidéki erdőségek nagy arányú irtása, a betelepített emlősök (patkányok, macskák) és a szintén betelepített gyöngybagoly által megjelent táplálék konkurens és ragadozó fajok miatt állományai drasztikus ütemben fogyni kezdtek. 1906-ra a fajt kihaltnak vélték.
1959-ben Phillipe Loustau-Lalanne, francia ornitológus fedezte fel újra a fajt, amikor egy egyedre bukkant Mahé szigetén, egy 200 méteres tengerszint feletti magasságban található hegyi erdőfoltban.
Ezután intenzív kutatómunka indult a faj után, amit megnehezített, hogy ez a bagolyfaj elég félénk és visszahúzódó életmódot folytat. 
1999-ben bukkantak rá az első fészekre. 2000-ben egy önműködő kameracsapda készítette az első felvételeket a fajról, amint megörökített egy anyamadarat, amint fiókáját etette.
Egyedeket csak Mahé szigetén találtak, úgy tűnik ez  bagolyfaj a többi szigetről mára kihalt.
Miután sokáig nem állt értékelhető mennyiségű adat a fajról, a Természetvédelmi Világszövetség nagyon ritka madárnak ítélte meg, és Vörös Listájukon a „kihalóban” kategóriába sorolta a fajt.
1996 óta több kisebb populációt fedeztek fel Mahé szigetén és 2002-ben a faj összlétszámát 320 körüli egyedre becsülték.
Mára a faj 159 egymástól elkülönítetten álló, többségében védett területen fordul elő, egy nagyjából 33 km²-es területen szétszórva.
Az örvendetes egyedszámnövekedés, a fajjal jelenleg is folyó intenzív fajmentő programnak köszönhetően, a madarat az IUCN 2004-ben „visszafokozta” a „veszélyeztetett” kategóriába.

## Fordítás
- Ez a szócikk részben vagy egészben  a   Seychellen-Zwergohreule című német Wikipédia-szócikk ezen változatának fordításán alapul.  Az eredeti cikk szerkesztőit annak laptörténete sorolja fel. Ez a jelzés csupán a megfogalmazás eredetét és a szerzői jogokat jelzi, nem szolgál a cikkben szereplő információk forrásmegjelöléseként.